# Pauline Simonet
Pauline Simonet, née de mère rwandaise et de père belge, est une journaliste et animatrice de télévision française.
Elle officie sur la chaîne privée d'information en continu BFM TV.

## Formation
Pauline Simonet a étudié à l'École supérieure de journalisme de Lille.

## Carrière
En 2002, Pauline Simonet est une des rares journalistes présente sur les lieux de l'éruption volcanique du Nyiragongo en République démocratique du Congo, une expérience marquante qui lui a fait prendre conscience de l'importance du métier qu'elle voulait exercer.
La même année, alors qu'elle est correspondante pour RFI au Rwanda, elle s'entretient avec le meurtrier d'un nombre important des membres de sa famille durant un reportage sur les victimes et les rescapés du génocide des Tutsis.
En 2009, elle rejoint la chaîne de télévision France 24 où elle couvre notamment le Printemps arabe et la crise ivoirienne de 2010-2011, avant de présenter le Journal de l'Afrique jusqu'en 2017.
Pauline Simonet devient par la suite correspondante à Washington (États-Unis) pour divers médias francophones.
Pour la saison 2023-2024, elle assure du lundi au vendredi la présentation de l'émission L'Aprèm Info sur BFM TV, une tranche d'information de 15h à 17h.